# سمية عوض
سمية عوض هي كاتبة وناشطة فلسطينية أمريكية تقيم في مدينة نيويورك. وهي تدير الاستراتيجية والاتصالات لمشروع عدالة، وشاركت في تحرير كتاب فلسطين: مقدمة اشتراكية، الذي نُشر في عام 2020.
سمية هي مديرة الاستراتيجية والاتصالات لمشروع العدالة عدالة، وعضوة في الاشتراكيين الديمقراطيين في أمريكا.
بالتعاون مع بيل في. مولين، أنشأت سمية موقعًا إلكترونيًا ضد بعثة الكناري في عام 2018، بهدف مواجهة القائمة السوداء لبعثة الكناري للناشطين المتضامنين مع فلسطين.
شاركت سمية في تحرير كتاب فلسطين: مقدمة اشتراكية مع برايان بين. نشر الكتاب بواسطة كتب هاي ماركتفي ديسمبر 2020.
في 13 أكتوبر 2023، ظهرت سمية على قناة نيويورك 1 لمناقشة حرب غزة. كانت حاضرة في احتجاج منظمة صوت اليهود من أجل السلام في 27 أكتوبر في محطة غراند سنترال، حيث صرحت لصحيفة نيويورك تايمز أنها تدعو حكومة الولايات المتحدة إلى "اتباع إرشادات ورغبات غالبية الأمريكيين".
في 27 نوفمبر 2023، انضمت إلى أكثر من 20 ناشطًا آخرين متضامنين مع فلسطين ومشرعين في الولاية في إضراب عن الطعام لمدة خمسة أيام خارج البيت الأبيض للمطالبة بوقف إطلاق النار في غزة. وبينما انضم معظم أفراد المجموعة لفترات زمنية أقصر، كان سمية واحدًا من ثمانية أشخاص لم يتناولوا الطعام طوال الأيام الخمسة. وفي مؤتمر صحفي أعلنت فيه عن الإضراب عن الطعام، أشارت إلى إطلاق النار على ثلاثة طلاب أمريكيين من أصل فلسطيني في فيرمونت، قائلة: "هذا ما يحدث عندما لا ندعم وقف إطلاق النار الدائم وتستمر حكومتنا في إهانة الفلسطينيين". كما أكدت على دور حكومة الولايات المتحدة في دعم إسرائيل، قائلةً: "لسنا مجرد مراقبين صامتين، بل نحن متواطئون فيما يحدث في فلسطين". وبحلول اليوم الرابع من الإضراب، أفادت صحيفة واشنطن بوست أن سمية كان منهكًا ويعاني من صداع شديد، لكنه مصمم على مواصلة الإضراب.

## الحياة الشخصية
سمية تعيش في مدينة نيويورك. ولديها ابنة صغيرة قضت بعض الوقت في وحدة العناية المركزة لحديثي الولادة بعد الولادة؛ وقد رسمت سمية أوجه تشابه بين تجربة ابنتها وتجربة الأطفال في أزمة الولادة المبكرة في قطاع غزة عام 2023.

### التاريخ العائلي
وبحسب سمية، فإن عائلة جدها عاشت في القدس الغربية قبل أن يتم طردها إلى لبنان أثناء النكبة.